# Absolució (cristianisme)

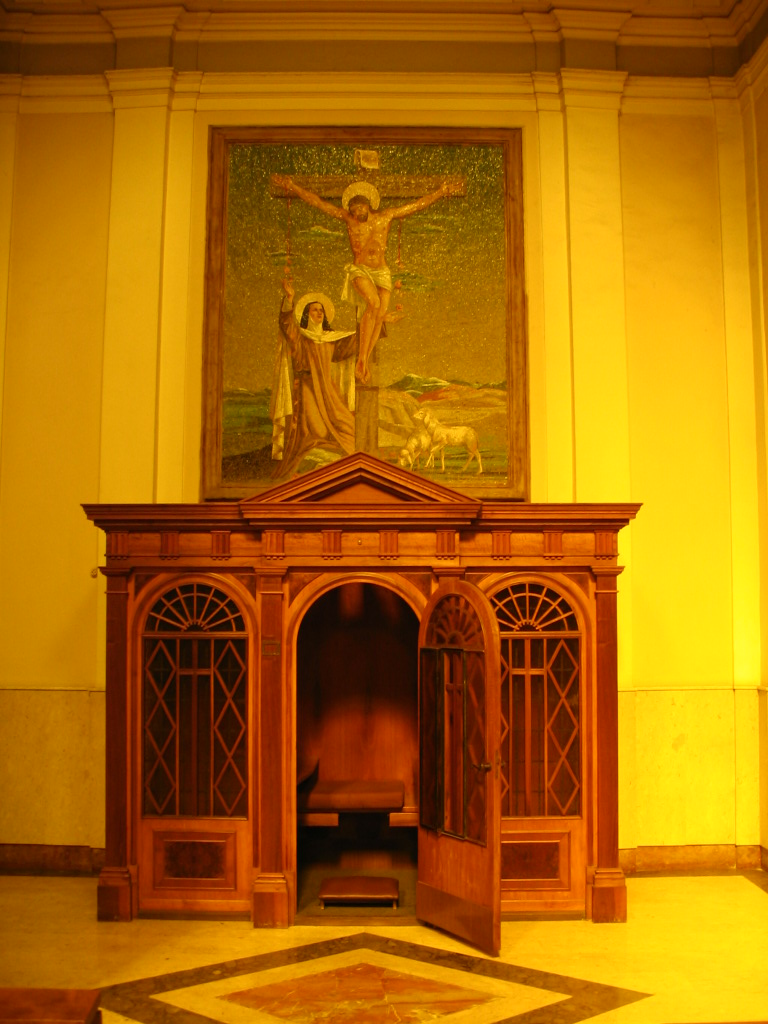
El confessionari sol ser el lloc on els sacerdots catòlics atorguen l'absolució.

En el marc de la teologia cristiana, l'absolució (del llatí absolvere, "alliberar de", "exculpar") és un pronunciament del perdó dels pecats que es dona a una persona que s'ha penedit, atorgada durant el sagrament de la penitència. El terme s'empra en el marc del catolicisme, en les esglésies ortodoxes, l'anglicanisme i el luteranisme.

## A l'Església Catòlica
La tradició catòlica remarca que aquest ritu es basa en l'indult que Jesús de Natzaret va atorgar als pecadors durant el seu ministeri i en l'autoritat atorgada per ell a Simó Pere per "lligar i deslligar" (Mateu 16, 19; 18, 18 i Joan 20, 21-23). En els primers temps de l'Església, el sacerdot donava l'absolució als pecadors penedits després d'haver-se confessat i d'haver realitzat la seva penitència en públic.
Canònicament l'absolució és l'acte mitjançant el qual un sacerdot que posseeix la jurisdicció necessària restitueix la gràcia perduda pel pecat. És la part essencial del sacrament de reconciliació pel qual Déu perdona els pecats. L'absolució requereix que el penitent realitzi una confessió adequada.
La fórmula d'absolució encara en ús a l'Església llatina expressa l'element essencial que forma aquest sacrament: el Pare de la misericòrdia és la font de tot perdó. Realitza la reconciliació dels pecadors per la Pasqua del seu Fill i el do del seu Esperit, a través de l'oració i el ministeri de l'Església:
| « | "Que Déu, Pare misericordiós, que per la mort i la resurrecció del seu Fill ha reconciliat el món amb ell mateix i ha comunicat l'Esperi Sant per perdonar els pecats, et concedeixi el perdó i la pau pel ministeri de l'Església. I jo t'absolc dels teus pecats en el nom del Pare i del Fill i de l'Esperit Sant". | » |